# Karla Cristina Martins da Costa
Karla Cristina Martins da Costa, née le 25 septembre 1978 à Brasilia, dans le District fédéral au Brésil, est une joueuse brésilienne de basket-ball. Elle évolue durant sa carrière au poste d'arrière. 

## Palmarès
- 3e du championnat des Amériques 2007